# Трамвай Набережних Челнів
Трамвай Набережних Челнів - діюча трамвайна мережа у місті Набережні Челни, Росія.

## Історія
Першу трамвайну лінію у Набережних Челнах введено в експлуатацію 20 листопада 1973 - колія від залізничного вокзалу до ливарного виробництва. У наступні роки, лінія була продовжена у нове місто, і з 1980-х років, вона була розширена по всьому місту. У 1990-і роки, розвиток мережі припинено через економічну кризу.

## Діючі трамвайні маршрути Набережних Челнів на середину 2010-х
Станом на листопад 2017 року в Набережних Челнах діють 14 маршрутів - від № 2 до № 17 (за винятком маршрутів № 12 і 13).
| № маршруту | Маршрут | Довжина            | Примітки           |
| ---------- | --- | ------------------ | ------------------ |
| 2          | Колледж имени Л. Б. Васильева — через ГИБДД — Автосборочный завод — ПРЗ                                                                                         | 17,5 км            | Заводський маршрут |
| 3          | Кузнечный завод — проспект Яшьлек — проспект Сююмбике — проспект Вахитова — Автосборочный завод — ПРЗ                                                           | 15,1 км            | Заводський маршрут |
| 4          | Литейный завод — через ГИБДД — проспект Московский — проспект Яшьлек — проспект Сююмбике — проспект Вахитова — Литейный завод                                   | 32,5 км            | Заводський маршрут |
| 5          | Кузнечный завод — проспект Московский — проспект Беляева — через ГИБДД — Автосборочный завод — ПРЗ                                                              | 14,4 км            | Заводський маршрут |
| 6          | Колледж имени Л. Б. Васильева — проспект Беляева — проспект Сююмбике — проспект Московский — Колледж имени Л. Б. Васильева                                      | 38,7 км (круговий) | Міський маршрут    |
| 7          | Литейный завод — проспект Сююмбике — проспект Яшьлек — проспект Московский — через ГИБДД — Литейный завод                                                       | 32,5 км (круговий) | Заводський маршрут |
| 8          | Колледж имени Л. Б. Васильева — проспект Московский — проспект Яшьлек — проспект Сююмбике — проспект Беляева — Колледж имени Л. Б. Васильева                    | 38,7 км (круговий) | Міський маршрут    |
| 9          | Колледж имени Л. Б. Васильева — через Набережночелнинский проспект — проспект Беляева — проспект Московский — проспект Сююмбике — Колледж имени Л. Б. Васильева | 36,3 км (круговий) | Міський маршрут    |
| 10         | Колледж имени Л. Б. Васильева — через Набережночелнинский проспект — проспект Сююмбике — проспект Московский — проспект Беляева — Колледж имени Л. Б. Васильева | 36,3 км (круговий) | Міський маршрут    |
| 11         | Пединститут — через Набережночелнинский проспект — проспект Сююмбике — проспект Беляева — ПРЗ                                                                   | 13,4 км            | Заводський маршрут |
| 14         | Пединститут — ГИБДД — проспект Беляева — 16 комплекс — проспект Сююмбике — проспект Вахитова — ПРЗ (и обратно)                                                  | 17,6 км            | Заводський маршрут |
| 15         | Пединститут — ГИБДД — проспект Беляева — 16 комплекс — проспект Сююмбике — проспект Вахитова — ГИБДД (и обратно)                                                | 15,4 км            | Міський маршрут    |
| 16         | ГИБДД — проспект Вахитова — проспект Сююмбике — проспект Яшьлек — проспект Московский — ГИБДД                                                                   | 13,3 км (круговий) | Міський маршрут    |
| 17         | ГИБДД — проспект Московский — проспект Яшьлек — проспект Сююмбике — проспект Вахитова — ГИБДД                                                                   | 13,3 км (круговий) | Міський маршрут    |

## Рухомий склад
| Тип      | Штук |
| -------- | ---- |
| KTM-5    | 118  |
| KTM-5A   | 10   |
| KTM-8KM  | 6    |
| KTM-19KT | 3    |
| KTM-19A  | 1    |